# Diego Capel
Pour les articles homonymes, voir Capel.
Diego Ángel Capel Trinidad, né le 16 février 1988 à Albox, est un footballeur international espagnol qui évoluait au poste d'ailier gauche.

## Biographie
Diego Capel est un milieu de terrain formé au Séville FC. Il intègre l'équipe pro de Séville lors la saison 2004-2005, durant laquelle il joue 3 matchs. Il en joue 4 au cours de la saison suivante.
Lors de la saison 2007-2008, il devient titulaire incontestable sur le côté gauche du Séville FC avec 31 matchs et trois buts en Liga espagnole et huit matchs en Ligue des champions. Il reçoit alors ses premières sélections en équipe d'Espagne espoirs. 
En 2011, il signe un contrat de 5 ans avec Sporting Portugal pour une valeur de 3,5 M€, plus 200 000 € de bonus pour chaque participation du Sporting en Ligue des Champions. Sa combativité sur le terrain en fait rapidement l'un des chouchous d'Alvalade. Son plus grand moment de gloire intervient le 19 avril 2012 lors de la réception de l'Athletic Bilbao en demi-finale aller de la Ligue Europa : auteur d'un match exceptionnel ponctué d'un but splendide à dix minutes de la fin donnant l'avantage à son équipe, il est remplacé sous une ovation debout rarement vue et entendue.
Sélectionné à plusieurs reprises en équipe nationale des moins de 21 ans, il fait ses grands débuts en équipe d'Espagne A le 20 août 2008 lors d'un match amical face au Danemark.
Le 17 août 2015, libre de tout contrat, il s'engage pour deux saisons (plus une ou deux en option) avec le Genoa CFC.
Le 2 août 2016, après une année en Italie, il signe dans le championnat belge de 1re division, la Jupiler Pro League, dans le club de la capitale, le Sporting d'Anderlecht.
Il connaît dès lors son 4e championnat après l'Espagne, le Portugal et l'Italie.
Le 30 août 2017, il rompt son contrat avec le RSC Anderlecht.

## Statistiques
| Saison                | Club                  | Championnat           | Championnat | Championnat | Coupe nationale | Coupe nationale | Coupe de la Ligue | Coupe de la Ligue | Supercoupe | Supercoupe | Compétition(s) continentale(s) | Compétition(s) continentale(s) | Compétition(s) continentale(s) | Total | Total |
| Saison                | Club                  | Division              | M.          | B.          | M.              | B.              | M.                | B.                | M.         | B.         | Comp.                          | M.                             | B.                             | M.    | B.    |
| 2004-2005             | Séville FC            | Liga                  | 3           | 0           | -               | -               | -                 | -                 | -          | -          | -                              | -                              | -                              | 3     | 0     |
| 2005-2006             | Séville FC            | Liga                  | 4           | 0           | -               | -               | -                 | -                 | -          | -          | C3                             | 1                              | 0                              | 5     | 0     |
| 2006-2007             | Séville FC            | Liga                  | -           | -           | -               | -               | -                 | -                 | -          | -          | C3                             | 1                              | 0                              | 1     | 0     |
| 2007-2008             | Séville FC            | Liga                  | 31          | 3           | 3               | 1               | -                 | -                 | 1          | 0          | C1                             | 8                              | 0                              | 43    | 4     |
| 2008-2009             | Séville FC            | Liga                  | 32          | 2           | 6               | 0               | -                 | -                 | -          | -          | C3                             | 3                              | 1                              | 41    | 3     |
| 2009-2010             | Séville FC            | Liga                  | 29          | 1           | 7               | 3               | -                 | -                 | -          | -          | C1                             | 6                              | 0                              | 42    | 4     |
| 2010-2011             | Séville FC            | Liga                  | 27          | 0           | 4               | 1               | -                 | -                 | 1          | 0          | C1+C3                          | 1+5                            | 0                              | 38    | 1     |
| Sous-total            | Sous-total            | Sous-total            | 126         | 6           | 20              | 5               | -                 | -                 | 2          | 0          | -                              | 25                             | 1                              | 173   | 12    |
| 2011-2012             | Sporting Portugal     | Primeira Liga         | 26          | 4           | 7               | 1               | 3                 | 1                 | -          | -          | C3                             | 13                             | 1                              | 49    | 7     |
| 2012-2013             | Sporting Portugal     | Primeira Liga         | 26          | 5           | 1               | 0               | 2                 | 0                 | -          | -          | C3                             | 7                              | 0                              | 36    | 5     |
| 2013-2014             | Sporting Portugal     | Primeira Liga         | 26          | 1           | 2               | 2               | 3                 | 0                 | -          | -          | -                              | -                              | -                              | 31    | 3     |
| 2014-2015             | Sporting Portugal     | Primeira Liga         | 21          | 0           | 2               | 1               | -                 | -                 | -          | -          | C1+C3                          | 4+0                            | 0                              | 27    | 1     |
| Sous-total            | Sous-total            | Sous-total            | 99          | 10          | 12              | 4               | 8                 | 1                 | -          | -          | -                              | 24                             | 1                              | 143   | 16    |
| 2015-2016             | Genoa CFC             | Serie A               | 21          | 0           | -               | -               | -                 | -                 | -          | -          | -                              | -                              | -                              | 21    | 0     |
| Sous-total            | Sous-total            | Sous-total            | 21          | 0           | -               | -               | -                 | -                 | -          | -          | -                              | -                              | -                              | 21    | 0     |
| 2016-2017             | RSC Anderlecht        | Jupiler Pro League    | 14+1        | 1+0         | 2               | 0               | -                 | -                 | -          | -          | C3                             | 8                              | 1                              | 25    | 2     |
| Sous-total            | Sous-total            | Sous-total            | 15          | 1           | 2               | 0               | -                 | -                 | -          | -          | -                              | 8                              | 1                              | 25    | 2     |
| 2018-2019             | Extremadura UD        | La Liga 2             | 7           | 0           | 1               | 0               | -                 | -                 | -          | -          | -                              | -                              | -                              | 8     | 0     |
| Sous-total            | Sous-total            | Sous-total            | 7           | 0           | 1               | 0               | -                 | -                 | -          | -          | -                              | -                              | -                              | 8     | 0     |
| Total sur la carrière | Total sur la carrière | Total sur la carrière | 268         | 17          | 35              | 9               | 8                 | 1                 | 2          | 0          | -                              | 57                             | 3                              | 370   | 30    |

## Palmarès

### En club
Séville FC
- Vainqueur de la Coupe d'Espagne (1) : 2010
- Vainqueur de la Supercoupe d'Espagne (1) : 2007
- Vainqueur de la Coupe UEFA (2) : 2006 et 2007

 Sporting Portugal
- Vainqueur de la Coupe du Portugal (1) : 2015

 RSC Anderlecht
- Vainqueur du Championnat de Belgique (1) : 2017

### En sélection
Espagne
- Vainqueur du Championnat d'Europe des moins de 19 ans 2006
- Vainqueur du Championnat d'Europe espoirs 2011